# Tylophora coriacea
Tylophora coriacea är en oleanderväxtart som beskrevs av W. Marais. Tylophora coriacea ingår i släktet Tylophora och familjen oleanderväxter. Inga underarter finns listade i Catalogue of Life.